# Exeter (Illinois)
Exeter es una villa ubicada en el condado de Scott en el estado estadounidense de Illinois. En el Censo de 2010 tenía una población de 65 habitantes y una densidad poblacional de 36,37 personas por km².

## Geografía
Exeter se encuentra ubicada en las coordenadas 39°43′9″N 90°29′46″O / 39.71917, -90.49611. Según la Oficina del Censo de los Estados Unidos, Exeter tiene una superficie total de 1.79 km², de la cual 1.79 km² corresponden a tierra firme y (0%) 0 km² es agua.

## Demografía
Según el censo de 2010, había 65 personas residiendo en Exeter. La densidad de población era de 36,37 hab./km². De los 65 habitantes, Exeter estaba compuesto por el 98.46% blancos, el 0% eran afroamericanos, el 0% eran amerindios, el 0% eran asiáticos, el 0% eran isleños del Pacífico, el 0% eran de otras razas y el 1.54% pertenecían a dos o más razas. Del total de la población el 0% eran hispanos o latinos de cualquier raza.